# Staten van Gelre en Zutphen

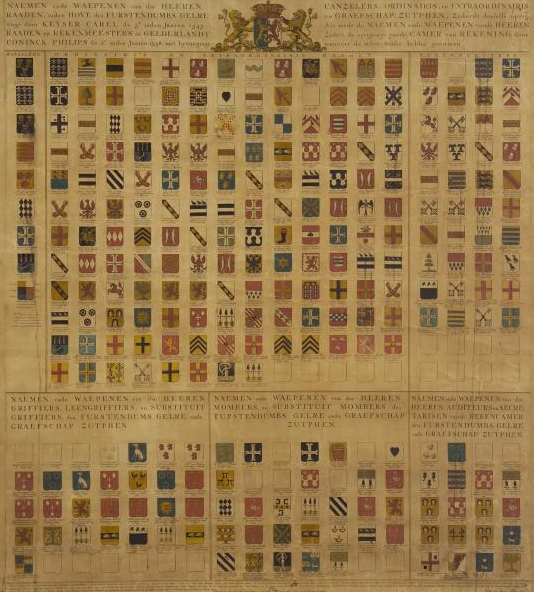
Wapenkaart van families, waarvan leden in de 16e eeuw functies binnen het Hof en Rekenkamer van de Hof van Gelre en Zutphen vervulden.

De Staten van Gelre en Zutphen, ook wel de Gelderse landdag genoemd, was tegenover de Gelderse hertog een vergadering op wisselende locatie van de Staten van de Kwartieren binnen het hertogdom Gelre, stemhebbende steden en ridderschappen. Zodoende vormde zij het hoogste bestuursorgaan van Gelre.

## Geschiedenis
Sinds de 14e eeuw vergaderden bestuurders van Gelre op een wisselende locatie binnen de vier kwartieren. Dit waren het Kwartier van Arnhem, het Kwartier van Nijmegen, het Kwartier van Zutphen en het Kwartier van Roermond. De vergaderingen werden afwisselend in een van Gelderse hoofdsteden van de vier kwartieren gehouden. Deze steden waren Arnhem, Nijmegen, Roermond en Zutphen. Aanvankelijk werden de bijeenkomsten  landdagen genoemd die sinds de tweede helft van de 15e eeuw "vergaderingen van de Staten van Gelderland en Zutphen" genoemd werden. De landdagen werden uitgeschreven door de hertog van Gelre of als plaatsvervanging zijn stadhouder (als hij verhinderd) was. Op de landdag werden onderwerpen behandeld variërend van: binnenlandse tot buitenlandse politiek, economische, godsdienstige en monetaire zaken. Daarnaast werd de landdag als rechtbank ingezet, bijvoorbeeld voor conflicten tussen leden van adellijke families of conflicten tussen het Hof van Gelre en burgers. Toen Gelderland zich bij de Nederlandse Opstand aansloot in 1581 ging de landdag het gewest zelf regeren. Na 1588 werd de zoektocht naar een nieuwe landsheer gestaakt. De landdag stuurde daarna zelf afgevaardigden namens Gelre en Zutphen naar de vergaderingen van de Republiek der Zeven Verenigde Nederlanden waar Gelre en Zutphen een onderdeel was geworden. Deze regeringsvorm bleef tot in de tijd van de Bataafse Republiek bestaan, tot 22 januari 1798 wanneer zij werd opgeheven.

## Bron en externe link
- Landdagen en andere landelijke bijeenkomsten van Staten en steden in Gelre en Zutphen 1423-1584
- Gids Landdagsrecessen 1581–1798, op website: geldersarchief.nl